# Stutenhaus

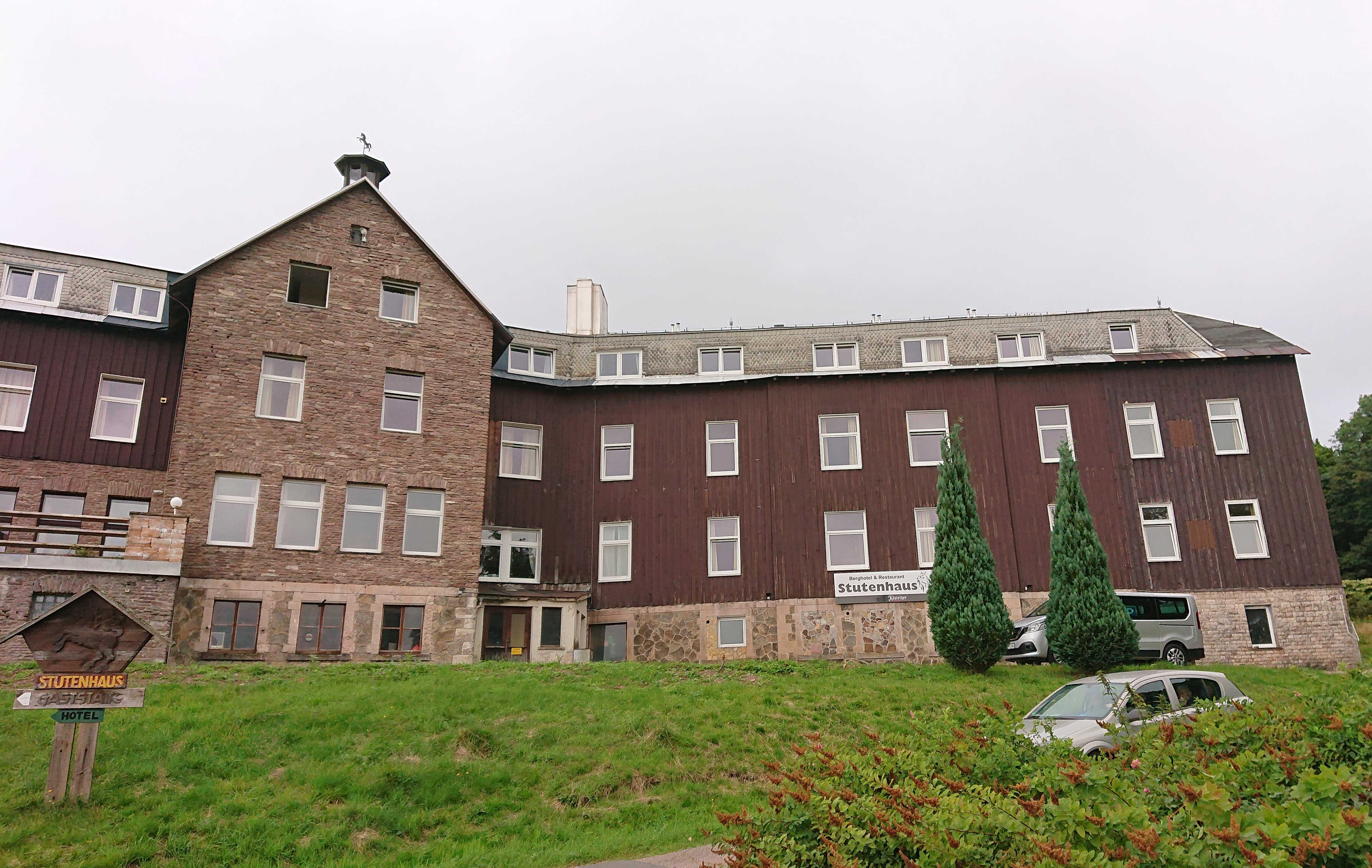
Stutenhaus (Erweiterungsbau)

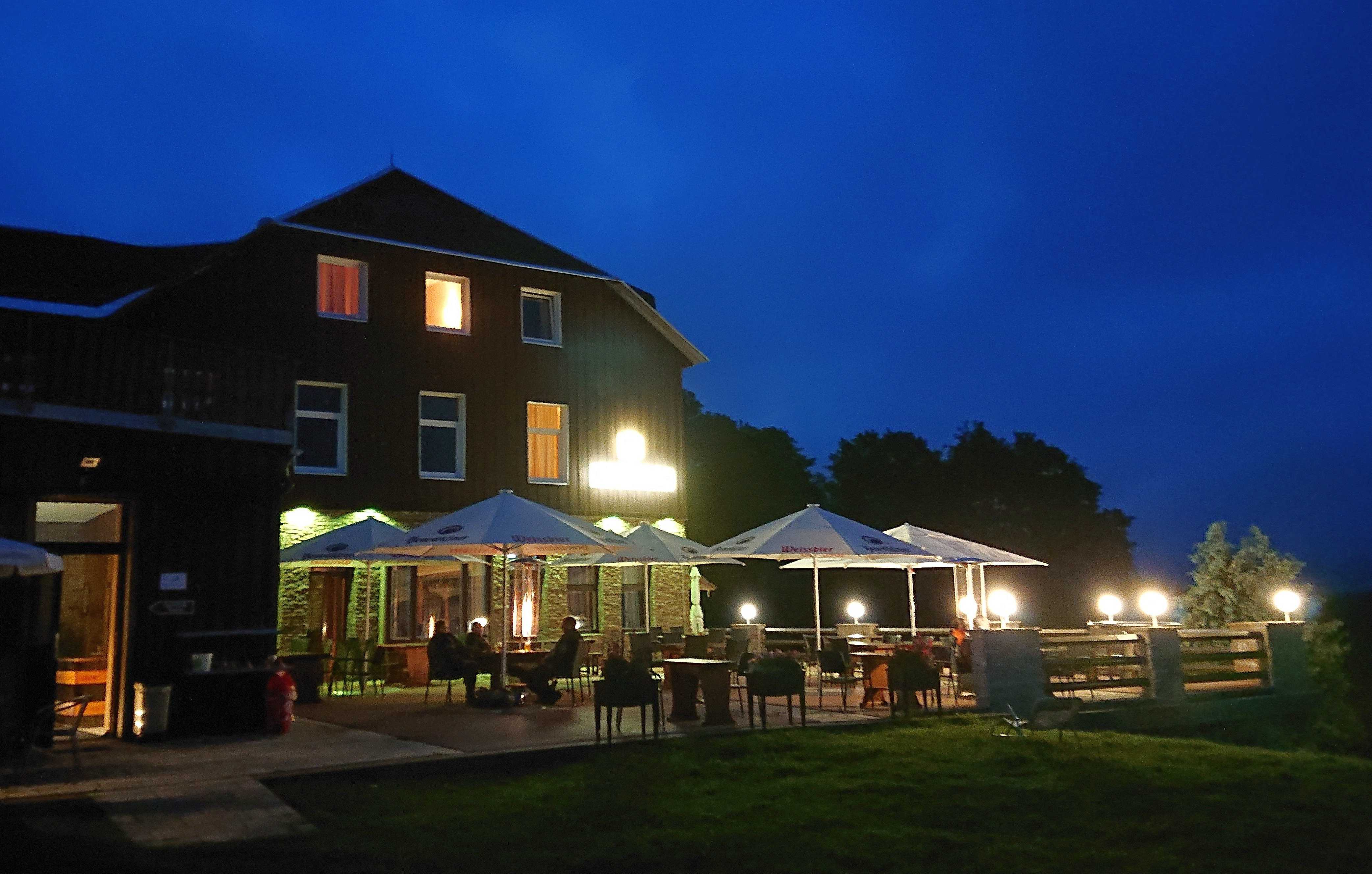
Abend am Stutenhaus (September 2021)

Das Stutenhaus ist ein traditionsreiches Berghotel im Ortsteil St. Kilian der Stadt Schleusingen in Thüringen. Es befindet sich auf dem Adlersberges im Thüringer Wald an einer früheren Stuten- und Fohlenweide.

## Geschichte
Während der Zeit, als das Kloster Veßra als Domäne genutzt wurde, wurden jeweils im Frühjahr Stuten mit ihren Fohlen auf Weiden am Adlersberg gebracht. Für den Hirten wurde ein Haus und für die Tiere Ställe und Scheunen errichtet. 1649 wurde der Stall des (alten) Stutenhauses erstmals erwähnt. Trotz der vielgerühmten Vorzüge der Veßraner Zuchtpferde wurde das staatliche Gestüt 1840 aufgelöst. Von 1855 bis 1858 nutzte der Thüringer Fohlenverein das Stutenhaus vorübergehend für eine private Pferdezucht. Das alte Stutenhaus war zu der Zeit schon verfallen.
Im Jahre 1701 wurde das alte Stutenhaus durch Herzog Moritz Wilhelm von Sachsen-Zeitz etwas unterhalb durch ein neues Stutenhaus ersetzt. Die ursprüngliche Nutzung wurde 1842 aufgegeben. Nach Verleihung der Schankkonzession an den dort wohnenden Forstaufseher wurde es als Waldschänke genutzt. Nach ihm wohnte dort der Oberholzhauer Helbig aus Vesser. Er war der erste offizielle Wirt „auf stolzer Höh“ im Stutenhaus. Nach Errichtung eines neuen Gebäudes 1880 wurde das Stutenhaus als Berghotel genutzt. Von 1880 bis 1907 wurde durch Heinrich Juchheim innerhalb von 27 Jahren der Anbau mit 45 Zimmern und einem Speisesaal erbaut. Zu damaliger Zeit hieß das Hotel noch „Hotel am Adlersberg“. Mit Beginn des Ersten Weltkrieges blieben die Gäste aus und das Hotel wurde geschlossen. Nach einer gründlichen Renovierung wurde der Hotelbetrieb als Berghotel Stutenhaus im Mai 1929 aufgenommen. Die Jenaer Carl-Zeiss-Stiftung erwarb das Berghotel 1941 und nutzte es fortan als Betriebsferienheim und öffentliche Berggaststätte. Zur Zeit der DDR wurden einige Umbauten vorgenommen. Seit 1991 ist das Hotel privatisiert. Am 23. August 2014 feierte das Stutenhaus das 350-jährige Jubiläum nach seiner Errichtung im Jahr 1664.

## Tourismus
Das Stutenhaus wird u. a. als Ausgangspunkt für die kürzeste Besteigung des 849,9 m hohen Adlersberges genutzt. Vom Stutenhaus aus sind es zwei Kilometer bis zur Adlersberg-Spitze.
Der Hotelbetrieb ist ganzjährig geöffnet und besticht durch seine einzigartige Lage und den Ausblick. Die bis heute erhaltenen 45 Zimmer im Berghotel Stutenhaus und der große Festsaal spiegeln noch immer den Charme der letzten Jahrzehnte wider.

## Restaurant Stutenhaus
In der Mitte des Restaurants steht der Kamin aus dem Jahre 1664 im Originalzustand. Das Restaurant mit altem Holz wurde bis heute weitestgehend erhalten.
Zur Stärkung vor, während oder nach der Wanderung bietet sich das historische Restaurant im Stutenhaus an. Von der Terrasse aus hat man einen Weitblick über den Thüringer Wald und bei guter Sicht bis nach Bayern.

## Lage
Das Stutenhaus liegt im UNESCO-Biosphärenreservat Thüringer Wald und ist durch seine Lage ein optimaler Ausgangspunkt für Wanderungen oder Fahrradtouren durch den Thüringer Wald, den Adlersberg oder das Vessertal. Der Stutenhaus-Rennsteig-Dolmarweg mit sieben Kilometern liegt direkt am Hotel Stutenhaus und auch der Vessertal Rundwanderweg führt hier vorbei.